# Rozeborsthoningvogel
De rozeborsthoningvogel (Dicaeum keiense) is een zangvogel uit de familie
Dicaeidae (bastaardhoningvogels).

## Taxonomie
De vogel werd in 1874 door de Italiaanse vogelkundige Tommaso Salvadori geldig als soort beschreven. Lange tijd werd dit taxon als ondersoort beschouwd van de roodstuithoningvogel (D. hirundinaceum). Sinds 2024 staat dit taxon als soort op de IOC World Bird List.

## Ondersoorten, Verspreiding en leefgebied
Er zijn twee ondersoorten:
- D. h. keiense: Watubela, Tayando-eilanden en de Kei-eilanden.
- D. h. fulgidum: Tanimbar-eilanden.

De leefgebieden liggen in tropisch en subtropisch bos in laagland onder de 250 meter boven zeeniveau.